# 今邑彩
今邑 彩（いまむら あや、1955年3月13日 - 2013年2月頃）は、日本の小説家、推理作家。本名は今井 恵子（いまい けいこ）。

## 略歴
長野県長野市南新田町生まれ。静岡県育ち。都留文科大学英文科を卒業し、会社に勤めるが後に作家に転身する。1989年、『卍の殺人』が、東京創元社の全13巻の推理小説シリーズ「鮎川哲也と十三の謎」のうちの1冊を公募する企画「鮎川哲也と十三の謎 十三番目の椅子」（後の鮎川哲也賞）で最優秀作品に選ばれ、デビューした。
2013年3月6日、東京都内の自宅で死去しているのが発見される。2月上旬に病死したものと推測された。57歳没。

## 作品リスト

### シリーズ作品

#### 警視庁捜査一課・貴島柊志シリーズ
- i―鏡に消えた殺人者（1990年11月 光文社カッパ・ノベルス / 1994年2月 光文社文庫 / 2010年12月 中公文庫）
- 「裏窓」殺人事件―tの密室（1991年10月 光文社カッパ・ノベルス / 1995年2月 光文社文庫 / 2011年2月 中公文庫）
- 「死霊」殺人事件（1994年7月 光文社カッパ・ノベルス / 1998年11月 光文社文庫 / 2011年4月 中公文庫）
- 繭の密室（1995年12月 光文社カッパ・ノベルス / 2000年5月 光文社文庫 / 2011年6月 中公文庫）

#### 蛇神シリーズ
- 蛇神（1999年8月 角川ホラー文庫）
- 翼ある蛇（2000年9月 角川ホラー文庫）
- 双頭の蛇（2002年1月 角川ホラー文庫）
- 暗黒祭（2003年1月 角川ホラー文庫）

### シリーズ外作品

#### 長編
- 卍の殺人（1989年11月 東京創元社 / 1996年3月 中央公論社C★NOVELS / 1999年1月 創元推理文庫 / 2011年10月 中公文庫）
- ブラディ・ローズ（1990年5月 東京創元社 / 1999年11月 創元推理文庫 / 2012年3月 中公文庫）
  - 【改題】悪魔がここにいる（1994年12月 中央公論社C★NOVELS）
- 「通りゃんせ」殺人事件（1992年1月 双葉ノベルス）
  - 【改題・加筆】赤いベベ着せよ…（1995年8月 角川ホラー文庫 / 2012年7月 中公文庫）
- 金雀枝荘の殺人（1993年3月 講談社ノベルス / 1996年7月 講談社文庫 / 2007年11月 講談社ノベルス / 2013年10月 中公文庫）
- そして誰もいなくなる（1993年8月 中央公論社C★NOVELS / 1996年11月 中公文庫 / 2010年4月 中公文庫）
- 七人の中にいる（1994年9月 中央公論社C★NOVELS / 1998年12月 中公文庫 / 2010年9月 中公文庫）
- 少女Aの殺人（1995年1月 カドカワノベルズ / 2010年7月 中公文庫）
- ルームメイト（1997年8月 中央公論社C★NOVELS / 2006年4月 中公文庫）
- 大蛇伝説殺人事件（1998年9月 光文社カッパ・ノベルス / 2001年8月 光文社文庫）
- いつもの朝に（2006年3月 集英社 / 2009年3月 集英社文庫【上・下】）

#### 短編集
- 時鐘館の殺人（1993年12月 中央公論社C★NOVELS / 1998年3月 中公文庫 / 2012年5月 中公文庫【改訂版】）
  - 収録作品：生ける屍の殺人 / 黒白の反転 / 隣の殺人 / あの子はだあれ / 恋人よ / 時鐘館の殺人
- 盗まれて（1995年3月 中央公論新社 / 1999年5月 中公文庫 / 2012年1月 中公文庫【改訂版】）
  - 収録作品：ひとひらの殺意 / 盗まれて / 情けは人の… / ゴースト・ライター / ポチが鳴く / 白いカーネーション / 茉莉花 / 時効
- 鋏の記憶（1996年3月 角川書店 / 2001年6月 角川ホラー文庫 / 2012年9月 中公文庫）
  - 収録作品：三時十分の死 / 鋏の記憶 / 弁当箱は知っている / 猫の恩返し
- つきまとわれて（1996年9月 中央公論社 / 2006年2月 中公文庫）
  - 収録作品：おまえが犯人だ / 帰り花 / つきまとわれて / 六月の花嫁 / 吾子の肖像 / お告げ / 逢ふを待つ間に / 生霊
- よもつひらさか（1999年5月 集英社 / 2002年9月 集英社文庫）
  - 収録作品：見知らぬあなた / ささやく鏡 / 茉莉花 / 時を重ねて / ハーフ・アンド・ハーフ / 双頭の影 / 家に着くまで / 夢の中へ… / 穴二つ / 遠い窓 / 生まれ変わり / よもつひらさか
- 鬼（2008年2月 集英社 / 2011年2月 集英社文庫）
  - 収録作品：カラス、なぜ鳴く / たつまさんがころした / シクラメンの家 / 鬼 / 黒髪 / 悪夢 / メイ先生の薔薇 / セイレーン / 蒸発（文庫版のみ収録） / 湖畔の家（文庫版のみ収録）
- 人影花（2014年9月 中公文庫）
  - 収録作品：私に似た人 / 神の目 / 疵 / 人影花 / ペシミスト / もういいかい…… / 鳥の巣 / 返して下さい / いつまで

### アンソロジー
「」内が今邑彩の作品

#### 日本推理作家協会・編
- 推理小説代表作選集 1994（1994年6月 講談社）「盗まれて」
  - 【改題・再編集】殺人前線北上中 ミステリー傑作選32（1997年4月 講談社文庫）
- 推理小説代表作選集 1995（1995年6月 講談社）「私に似た人」
  - 【改題・再編集】殺人博物館へようこそ ミステリー傑作選34（1998年4月 講談社文庫）
- 「傑作推理（ベスト・オブ・ベスト）」大全集〈中〉（1995年7月 光文社カッパ・ノベルス）「おまえが犯人だ」
  - 【改題】冥界プリズン 日本ベストミステリー選集26（1999年6月 光文社文庫）
- 推理小説代表作選集 1996（1996年6月 講談社）「吾子の肖像」
  - 【改題・再編集】どたん場で大逆転 ミステリー傑作選35（1999年4月 講談社文庫）
- 推理小説代表作選集 1997（1997年6月 講談社）「音の密室」
  - 【改題・再編集】殺人哀モード ミステリー傑作選37（2000年4月 講談社文庫）
- 最新「珠玉推理（ベスト・オブ・ベスト）」大全〈上〉（1998年8月 光文社カッパ・ノベルス）「家に着くまで」
  - 【改題】幻惑のラビリンス 日本ベストミステリー選集28（2001年5月 光文社文庫）
- ザ・ベストミステリーズ 1999（1999年6月 講談社）「遠い窓」
  - 【改題・再編集】密室＋アリバイ＝真犯人 ミステリー傑作選40（2002年2月 講談社文庫）

#### その他
- ショートショートの広場3（1981年7月 講談社 / 1991年6月 講談社文庫）「お見合い」「あるボランティア活動」
- 鮎川哲也と十三の謎'90（1990年12月 東京創元社）「時鐘館の殺人」
- 奇想の復活 ミステリーの愉しみ5（1992年8月 立風書房）「生ける屍の殺人」
- かなわぬ想い 惨劇で祝う五つの記念日（1994年10月 角川ホラー文庫）「鳥の巣」
- 白昼夢 ホラーアンソロジー（1995年8月 集英社文庫）「ささやく鏡」
- 現場不在証明 ミステリーアンソロジー（1995年8月 角川文庫）「黒白の反転」
- 現代の小説 1997（1997年5月 徳間書店）「家に着くまで」
- 白のミステリー 女性ミステリー作家傑作選（1997年12月 光文社）「疵」
  - 【改題・再編集】殺意の宝石箱 女性ミステリー作家傑作選1（1999年9月 光文社文庫）
- 名探偵の饗宴（1998年3月 朝日新聞社 / 2015年3月 朝日文庫）「神の目」
- 七人の女探偵（1998年5月 廣済堂ノベルズ）「弁当箱は知っている」
- 花迷宮（2000年7月 日文文庫）「あの子はだあれ」
- 推理作家になりたくて 第一巻「匠」マイベストミステリー（2003年6月 文藝春秋）「双頭の影」
  - 【改題】マイ・ベスト・ミステリー1（2007年8月 文春文庫）
- 伊坂幸太郎選 スペシャル・ブレンド・ミステリー 謎005（2010年9月 講談社文庫）「盗まれて」
- 辻村深月選 スペシャル・ブレンド・ミステリー 謎008（2013年10月 講談社文庫）「音の密室」
- 再生 角川ホラー文庫ベストセレクション（2021年2月 角川文庫）「鳥の巣」

### 単著未収録短編
- お見合い（講談社『小説現代』1988年7月号） - 今井恵子名義
- あるボランティア活動（講談社『小説現代』1989年7月号） - 今井恵子名義
- Yの悲劇（講談社『小説現代』1989年9月号） - 今井恵子名義
- 音の密室（光文社『小説宝石』1996年7月号）
- チャットの夜（光文社『小説宝石』1997年12月号）
- パンドーラの匣（新潮社『小説新潮』2000年1月号）
- 写真の怪（集英社『レンザブロー』2009年）
- 虫愛ずる女（集英社『レンザブロー』2009年）

## 映像化作品

### テレビドラマ
フジテレビ・関西テレビ系
- 不思議サスペンス
  - 隣の殺人（1991年8月5日、主演：内藤剛志）

- 世にも奇妙な物語シリーズ
  - 世にも奇妙な物語 2005 秋の特別編 「ネカマな男」（2005年10月4日、主演：椎名桔平、原作：穴二つ『よもつひらさか』所収）
  - 世にも奇妙な物語 2008 秋の特別編 「推理タクシー」（2008年9月23日、主演：谷原章介、原作：家に着くまで『よもつひらさか』所収）

- ドラマ・ミステリーズ〜カリスマ書店員が選んだ珠玉の一冊〜「情けは人の…」（2017年4月22日、主演：向井理）

テレビ朝日系
- 土曜ワイド劇場
  - 「裏窓」殺人事件（1993年4月24日、主演：水谷豊）
  - そして誰もいなくなる（1994年10月29日、主演：石黒賢）
  - ホーム・スイートホーム（1995年12月23日、主演：かたせ梨乃、原作：七人の中にいる）
  - 少女Aの殺人（1996年6月1日、主演：髙嶋政宏）
  - “繭の密室”連続殺人事件（1998年1月31日、主演：村上弘明、原作：繭の密室）

### 映画
- ルームメイト（2013年11月9日公開、配給：東映、監督：古澤健、主演：北川景子）